# Шпилька (биология)
Шпи́лька (англ. stem-loop, hairpin) — в молекулярной биологии элемент вторичной структуры РНК, а также одноцепочечной ДНК. Шпилька образуется в том случае, когда две последовательности одной и той же цепи комплементарны друг другу и соединяются друг с другом, перегибаясь одна к другой и образуя на конце неспаренный участок — петлю. Такие комплементарные последовательности нередко представляют собой палиндромные последовательности.
У некоторых видов РНК шпильки имеют важное функциональное значение (подробнее см. ниже).

## Образование и стабилизация
Образование шпильки определяется тем, будет ли стабильной образовавшаяся структура, а именно — стебель и петля. Для первого ключевое условие — наличие последовательности, которая, образуя водородные связи сама с собой, формирует стабильную двойную спираль. Стабильность спирали определяется её длиной, а также числом неспарившихся оснований и, как следствие, образовавшихся «выпуклостей» (небольшое их число допускается, особенно для длинной спирали), а также составом спаренных оснований. Гуанин и цитозин связываются друг с другом тремя водородными связями, отчего их соединение более стабильно, чем аденина с урацилом, обеспечиваемое двумя водородными связями. В РНК пары гуанин—урацил стабилизируются двумя водородными связями и также являются, наряду с уотсон-криковскими парами, вполне допустимыми. Стэкинг-взаимодействия азотистых оснований, обусловленные пи-связями между циклическими элементами оснований, располагают основания в правильной ориентации и тем самым стимулируют формирование спирали.
Своё влияние на образование шпильки также оказывает стабильность формирующейся при этом петли. Петли, содержащие 3 или менее основания, пространственно невозможны и не формируются. Слишком крупные петли, не имеющие собственной вторичной структуры (например, псевдоузлов), также нестабильны. Оптимальная длина петли составляет 4—8 нуклеотидов. Часто встречающаяся петля с последовательностью UUCG, известная как тетрапетля, частично стабильна благодаря стэкинг-взаимодействиям составляющих её нуклеотидов.

## Биологическая роль
Наиболее известна роль шпилек в тРНК. тРНК содержит 3 истинные шпильки с общим стеблем и за счёт этого имеющая форму клеверного листа. Антикодон, распознающий соответствующий кодон мРНК во время трансляции, располагается на одной из петель. Встречаются шпильки и в микроРНК. Образование шпилек напрямую связано с образованием псевдоузлов — ещё одним элементом вторичной структуры РНК.
Шпильковые структуры выявлены у многих рибозимов. Самовырезающийся рибозим типа hammerhead содержит 3 шпильки в центральном неспаренном регионе, где и находятся сайты вырезания.
Шпильки часто встречаются в 5'-нетранслируемой области прокариот. Эти структуры нередко связываются с белками и отвечают за аттенюацию, тем самым участвуя в регуляции транскрипции.
В мРНК шпилька образует сайт связывания рибосомы, задействованный в инициации трансляции.
Шпильки также важны в прокариотической ρ-независимой терминации транскрипции. В ходе транскрипции образуется шпилька, которая заставляет РНК-полимеразу оторваться от ДНК-матрицы. Этот процесс и называется ρ-независимой терминацией транскрипции, а задействованные в этом последовательности называются терминаторными.